# Східна провінція (Замбія)
Східна провінція (англ. Eastern Province) - одна з 10 провінцій Замбії. Адміністративний центр - місто Чипата.

## Географія
Площа провінції становить 69 106 км². Межує з Малаві (на сході), Мозамбіком (на півдні), Центральною і Північною провінціями Замбії і провінцією Лусака. На території Східної провінції розташовано кілька національних парків: Південна Луангва, Луамбе, Лукусузі та інші.

## Населення
Населення провінції за даними на 2010 рік становить 1 707 731 чоловік.

## Адміністративний поділ

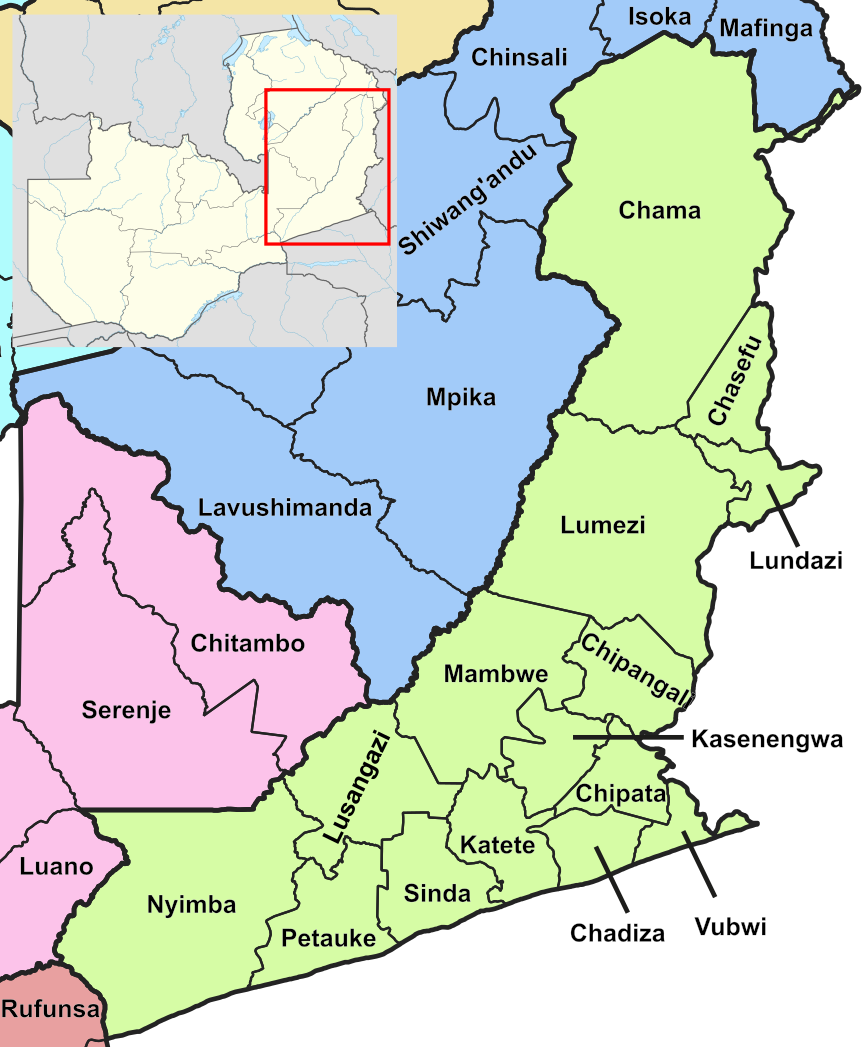
райони Східної провінції

В адміністративному відношенні поділяється на 15 районів:
- Чадіза
- Чама
- Чипата
- Катете
- Лундазі
- Мамбве
- Ньїмба
- Петауке